# 오타카촌 (돗토리현)
오타카촌(大高村)은 돗토리현 사이하쿠군에 있던 촌이다. 현재의 요나고시의 일부에 해당한다.